# Estación Camet (Roca)
Camet es una estación ferroviaria ubicada en el partido de General Pueyrredón, Provincia de Buenos Aires, Argentina.

## Servicios
Es una estación intermedia del ramal entre la estación Constitución de la ciudad de Buenos Aires con la estación Mar del Plata. Los servicios de Trenes Argentinos Operaciones no prestan parada en esta estación.
La estación dejó de operar desde febrero del 2013, aunque por sus vías transita el tren con destino a Mar del Plata sin parar en esta estación. 
Sus vías e instalaciones están a cargo de la empresa Trenes Argentinos Operaciones.

## Imágenes

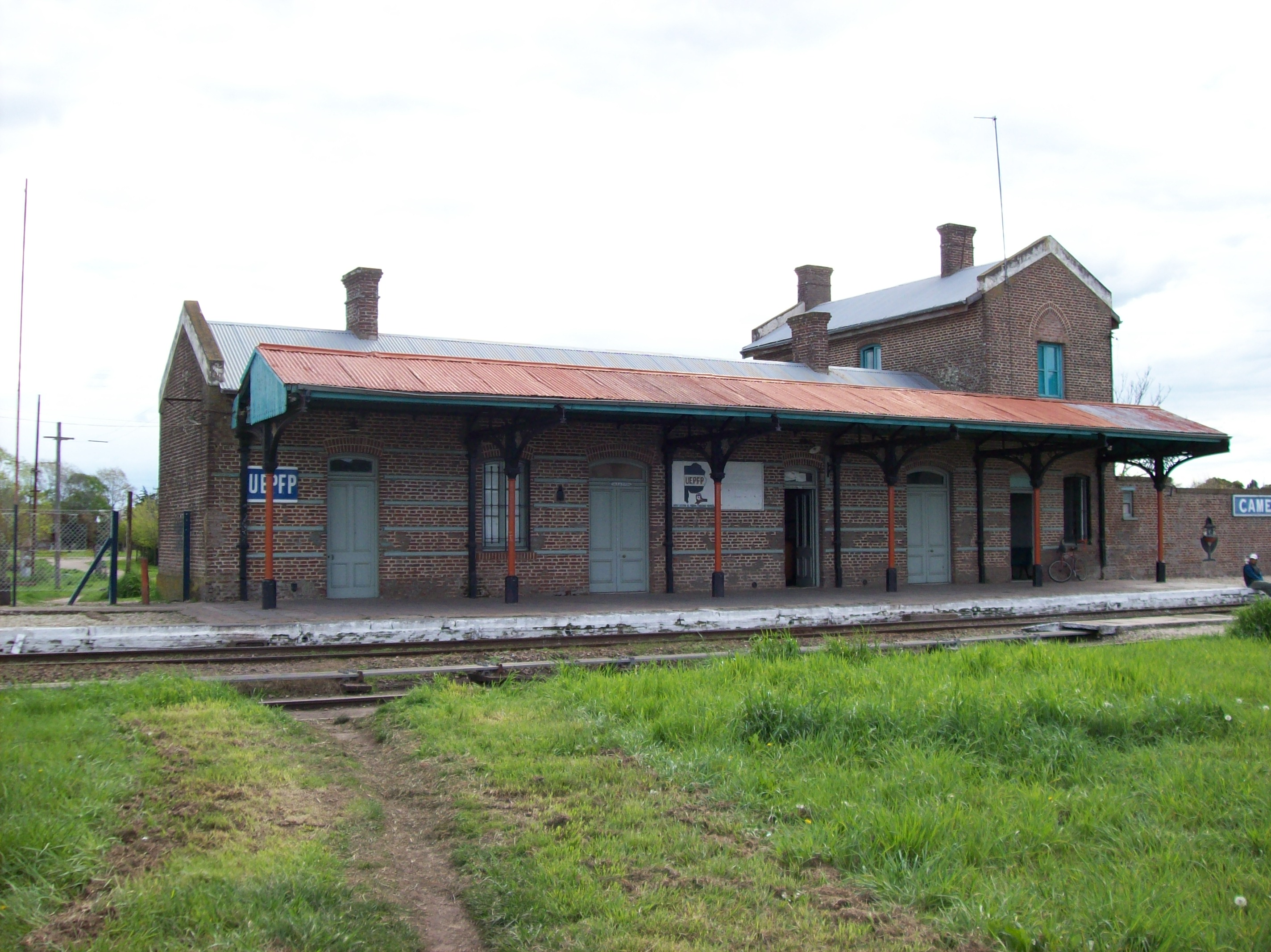
Edificio De La Estación